# علاء الدين (شخصية ديزني)
علاء الدين (بالإنجليزية:Aladdin) هو شخصية خيالية من شخصيات شركة ديزني ظهر لأول مره في فيلم علاء الدين الذي صدر عام 1992 ويعتبر هو بطل الفلم بالإضافة لفلمي عودة جعفر وعلاء الدين وملك اللصوص ومسلسل علاء الدين الذي عرض لأول مرة بين عامي 1994-1995.

## عنه
علاء الدين فتى يبلغ من العمر 18 سنة وهو متزوج من الأميرة ياسمين إبنه السلطان ولديه قرد يدعى آبو.

## روابط خارجية
- علاء الدين في قاعدة بيانات الأفلام على الإنترنت
- علاء الدين في أرشيف ديزني